# Linn da Quebrada
Lina Pereira dos Santos (São Paulo, 18 de julho de 1990), mais conhecida como Linn da Quebrada, é uma cantora, compositora, atriz e ativista social trans brasileira.

## Biografia
Nascida na periferia da cidade de São Paulo em uma área pobre da Zona Leste, foi criada no interior do estado, vivendo a infância e a adolescência nas cidades de Votuporanga e São José do Rio Preto. Criada pela tia dentro da religião Testemunhas de Jeová, inicialmente considerava errada sua identidade LGBT. Depois, reconhecendo-a como sua verdade, enfrentou intensos preconceitos por parte da família e da comunidade religiosa ao assumir sua homossexualidade. Posteriormente, passou a se identificar como travesti.
Com o tempo, abandonou a religião, deixou a casa da mãe e retornou à capital paulista. Nessa fase, começou a se dedicar a diferentes expressões artísticas, incluindo apresentações em boates e shows performáticos. Além disso, iniciou uma carreira musical, cantando em bares da região. Frequentemente, descreve-se como "bicha, trans, preta e periférica. Nem ator, nem atriz, atroz. Performer e terrorista de gênero."
É adepta do candomblé na vertente ketu. Em 2014, foi diagnosticada com câncer nos testículos, o que a levou a realizar a retirada de um deles e a enfrentar um tratamento de quimioterapia que durou três anos. Alcançou a cura em 2017.

## Carreira

### 2015-2018: Início e álbum de estreia
Linn iniciou sua carreira como performer. Sua primeira música autoral, intitulada "Enviadescer", foi lançada em março de 2016 através do YouTube. Com o sucesso da canção, a artista lançou-se na carreira musical através do nome artístico Mc Linn da Quebrada (o prefixo "MC" foi removido algum tempo depois) e, durante o ano de 2016, lançou as canções "Talento", "Bixa Preta" e "Mulher". As canções foram ovacionadas pela crítica e pelo público, levando a artista a embarcar na turnê nacional "Bixarya" durante 2016 e 2017. Embora Linn contasse com apenas quatro músicas de estúdio lançadas, o repertório da turnê trazia cerca de 12 músicas completamente autorais. No mesmo ano, foi homenageada pela cantora Liniker através da faixa "Lina X". Liniker e Linn estudavam na mesma escola em Santo André e moraram juntas.

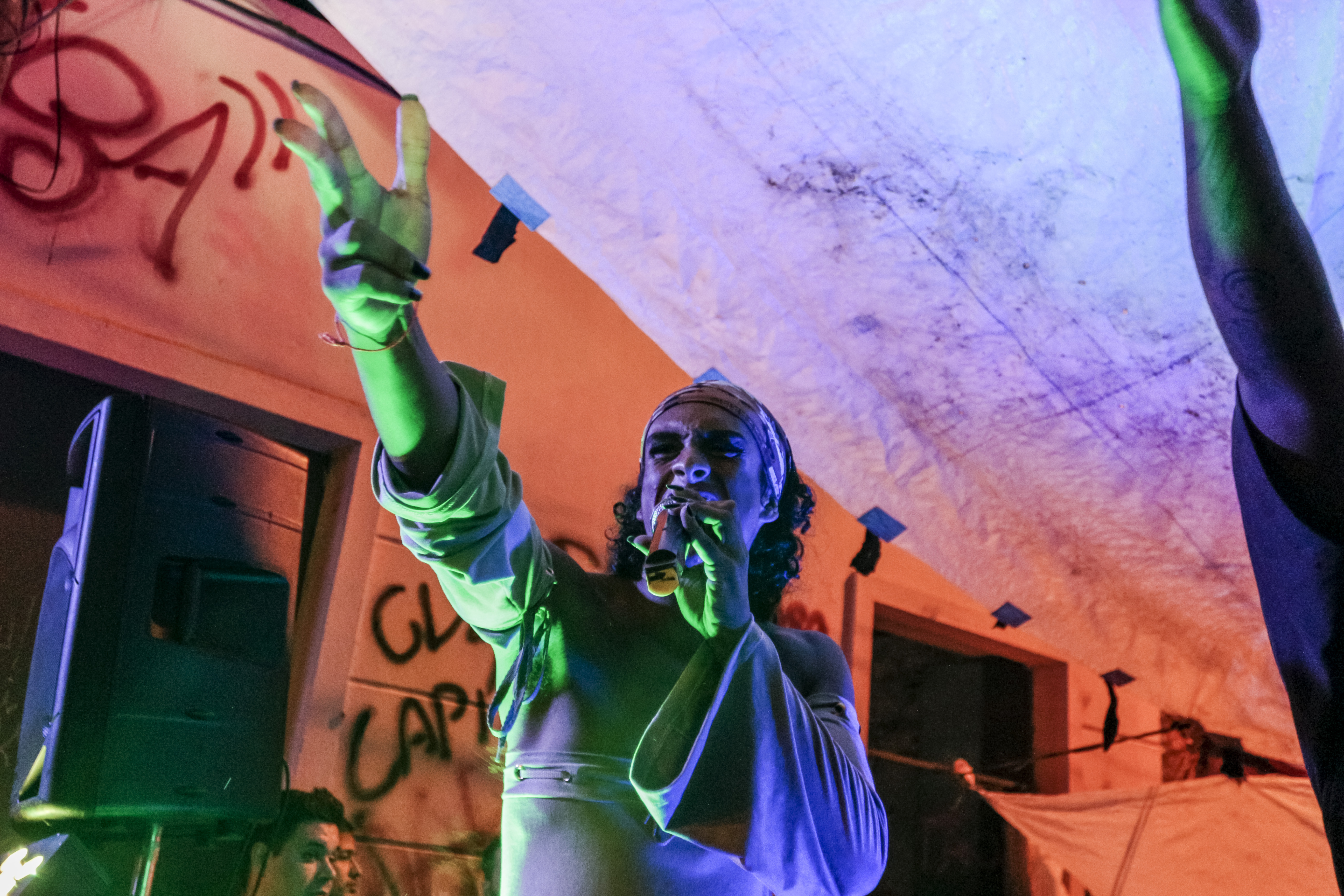
Linn da Quebrada em 2017

No ano de 2017, a artista lançou um crowdfunding para seu álbum audiovisual de estreia, intitulado "Pajubá", e a campanha acabou superando a meta desejada. Em março, foi convidada especial do programa Amor & Sexo. No mês de junho, participou da faixa "Close Certo", da DJ Boss in Drama. Além disso, no mesmo mês, fora anunciado que Linn estaria no elenco do filme "Corpo Elétrico", que traz em pauta temáticas LGBT. A cantora, além disso, foi uma das protagonistas da coleção "Melissa Meio-Fio", da marca Melissa. O primeiro single do álbum de estreia de Linn, intitulado "Bomba pra Caralho", foi lançado em setembro de 2017.
Em 30 de novembro de 2017, estreou nos cinemas o filme documentário Meu Corpo é Politico dirigido por Alice Riff, que acompanha a vida de quatro militantes LGBT, sendo que uma deles é Linn.

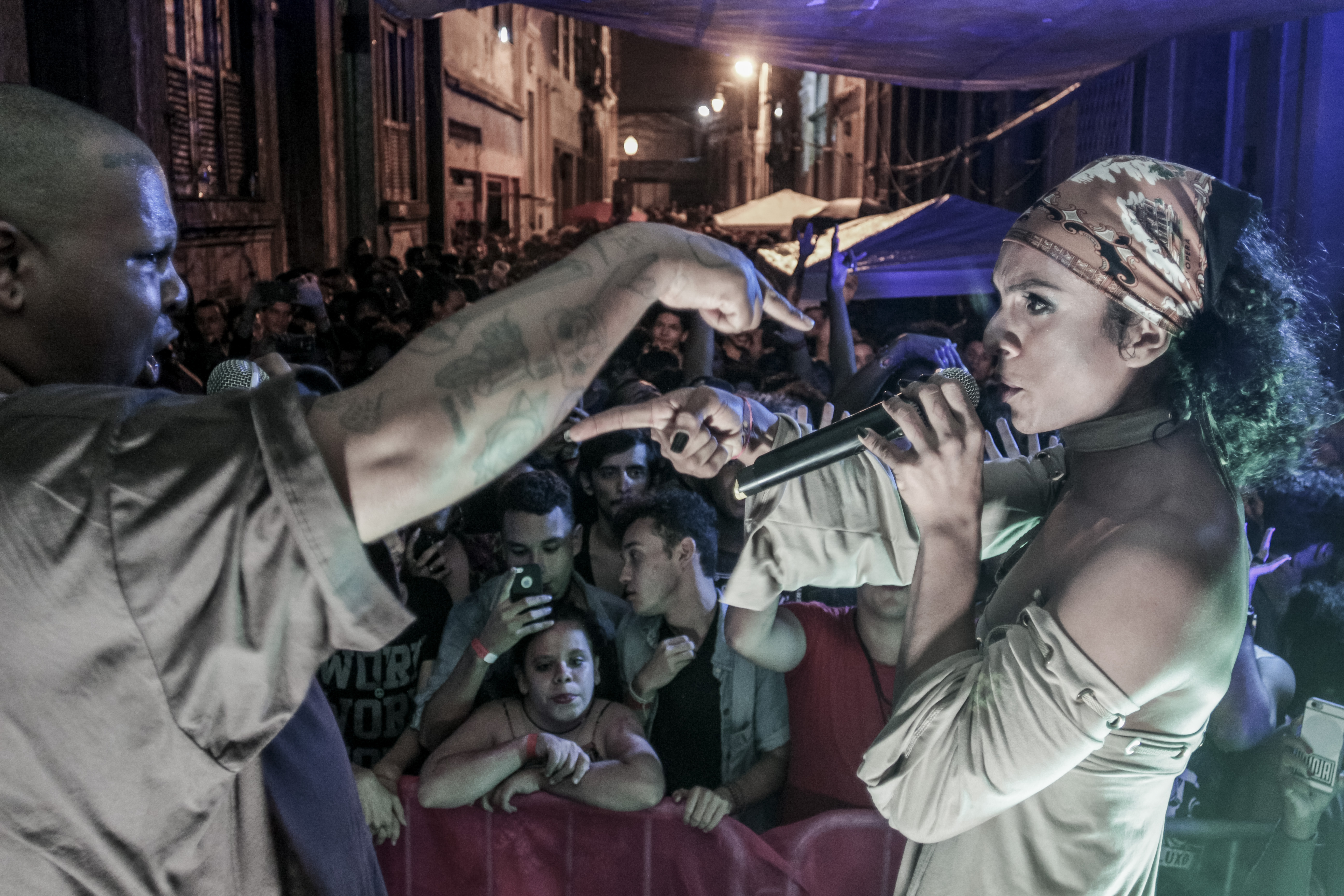
Linn da Quebrada e Jup do Bairro

No dia 8 de Dezembro de 2017 o artista Hugo Adescenco, aluno, na época, da ETEC de Artes, apresentou a montagem "Incômodo" baseado na obra de Linn da Quebrada como seu TCC para arte dramática. Esta apresentação  abordava experiências de abuso e assédio sofridas pelo artista. Baseado na audição e interpretação do álbum Pajubá, "Incômodo" é um monólogo apresentado por uma pessoa colocada em situação de constrangimento e julgamento jogando com o público, e com si mesmo, pensamentos sobre abuso sexual, abuso moral, discussões de gênero, preconceito e família. Esta montagem mistura teatro, cinema, dança e performance improvisada em cima das faixas do disco. A apresentação teve bastante repercussão nas redes sociais, chegando a ser divulgada pela Mídia Ninja em seu perfil oficial no Facebook.
Em agosto de 2018, Quebrada foi destaque em um filme da revista Dazed, dirigido por Valter Carvalho. Mykki Blanco, então editora convidada da revista, a descreveu como “honesta e assertiva” e observou que ela abordou questões como “raça, sexualidade, trabalho sexual e a política de sua identidade transgênero”.

### 2019-2021: Estreia como atriz e segundo álbum

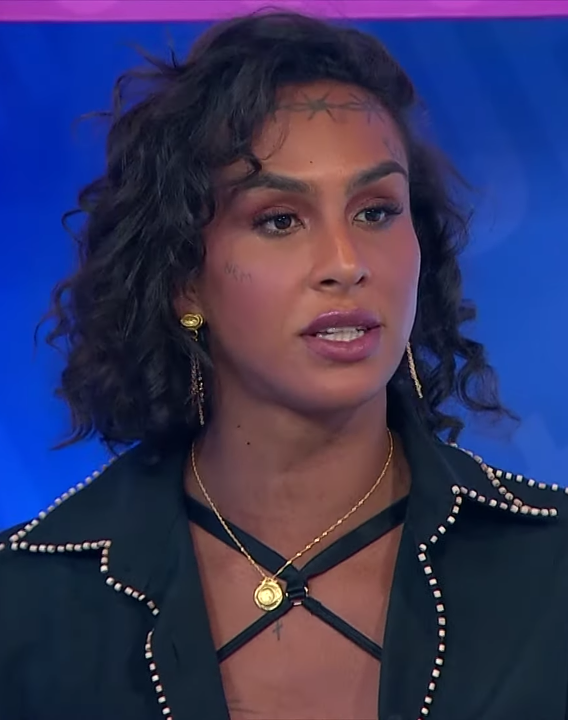
Linn da Quebrada após deixar o reality show Big Brother Brasil.

Em 2019, Linn estreou como atriz na série da TV Globo, Segunda Chamada, interpretando a travesti Natasha, aluna do colégio Carolina Maria de Jesus. Nos cinemas, protagoniza o documentário premiado Bixa Travesty, que acompanha a trajetória de Linn, enfrentando o machismo e as diversas formas de transfobia. É dirigido por Claudia Priscilla e Kiko Goifman. Linn também assina o roteiro de produção. O documentário estreou no Festival Internacional de Cinema de Berlim em 18 de fevereiro e venceu o Teddy Award de melhor documentário LGBT. Ainda em 2019 estreou como apresentadora no programa TransMissão do Canal Brasil, juntamente com sua companheira Jup do Bairro, sendo o primeiro talk show comandado por uma pessoa trans no Brasil. O programa tem o foco e objetivo de falar, de forma mais descontraída, sobre questões de gênero, sexo e raça.
Em 2021, Linn lançou seu segundo álbum, "Trava Línguas". Em junho de 2021, foi destaque ao estampar a capa digital da Vogue com Liniker numa edição que celebra o mês do orgulho LGBTQIA+. No mesmo ano estreou a série Manhãs de Setembro, lançada no dia 25 de junho, no Prime Video, em mais de 240 países.

### 2022-presente:Big Brother Brasil 22 enovos projetos
Em 14 de janeiro de 2022, Linn foi confirmada como uma dos 20 participantes da vigésima segunda temporada do reality show Big Brother Brasil, da TV Globo.
Lina foi líder uma vez e enfrentou 3 paredões, e foi eliminada do reality show no dia 10 de abril, com 77,6% dos votos, a cantora disputou um paredão triplo contra os participantes Gustavo Marsengo (6,74%) e Eliezer do Carmo (15,66%), terminando a competição em 9º lugar. No total, o seu paredão recebeu 83 milhões de votos (83.569.638) do público.
Em 2023 foi confirmada como participante da vigésima temporada do Dança dos Famosos, sendo a segunda eliminada da competição.
Foi uma das atrações musicais da cerimônia de entrega do Prêmio Sim à Igualdade Racial 2023, ao lado de BK', Owerá, MC Soffia, Kaê Guajajara, Liniker e Jonathan Ferr.
Linn participou das gravações do filme "Vitória", estrelado por Fernanda Montenegro, onde irá interpretar a amiga e vizinha da protagonista. O filme estreia nos cinemas em 13 de março de 2025.

## Vida Pessoal
Em 2021, aos 30 anos, Lina fez implante de próteses de silicone mamária. Ela os descreveu para o UOL como um símbolo de transformação, dizendo que queria que as pessoas a olhassem e a reconhecessem como travesti. No mesmo ano, retificou seus documentos, passando a chamar-se oficialmente Lina Pereira dos Santos.
Em abril de 2024, Linn anunciou uma pausa em sua carreira para tratar de uma depressão. "Para estar diante das câmeras e nos palcos de forma plena, é preciso estar com saúde física e mental em dia. Quando algo não vai bem, é necessário parar, respirar e cuidar", em comunicado publicado nas redes sociais da artista. Em junho, foi notificado que ela estaria internada em uma clínica de reabilitação para cuidar da saúde mental. No final de setembro, a cantora reapareceu nas redes sociais após deixar a reabilitação e posteriormente postou um vídeo em seu Instagram comentando sobre seu processo de tratamento: "Agora, estou em um momento de ressocialização. Por muito tempo, eu vivi abraçando o caos e hoje sei que não estou sozinha".

## Discografia

### Álbuns
| Álbum         | Detalhes                                                                                          |
| ------------- | ------------------------------------------------------------------------------------------------- |
| Pajubá        | - Lançamento: 6 de outubro de 2017 - Formatos: CD, download digital, LP - Gravadora: Independente |
| Trava Línguas | - Lançamento: 16 de julho de 2021 - Formatos: CD, download digital - Gravadora: Altafonte         |

### Álbuns deRemixes
| Álbum           | Detalhes                                                                                                 |
| --------------- | --- |
| Pajubá Remix I  | - Lançamento: 19 de dezembro de 2019 - Formato(s): CD, download digital - Gravadora(s): Independente     |
| Pajubá Remix II | - Lançamento: 10 de abril de 2020 - Formato(s): Download digital, streaming - Gravadora(s): Independente |

### Singles

#### Como artista principal
| Título                                  | Ano  | Álbum                         |
| --------------------------------------- | ---- | ----------------------------- |
| "Enviadescer"                           | 2016 | Pajubá                        |
| "Talento"                               | 2016 | Pajubá                        |
| "Bomba pra Caralho"                     | 2017 | Pajubá                        |
| "Bixa Preta"                            | 2017 | Não adicionado à nenhum álbum |
| "Mulher"                                | 2017 | Não adicionado à nenhum álbum |
| "Absolutas"                             | 2017 | Não adicionado à nenhum álbum |
| "Coytada"                               | 2018 | Pajubá                        |
| "Menorme"                               | 2018 | Não adicionado à nenhum álbum |
| "Fake Dói"                              | 2018 | Não adicionado à nenhum álbum |
| "Storm Chaser"                          | 2019 | Não adicionado à nenhum álbum |
| "Oração"                                | 2019 | Não adicionado à nenhum álbum |
| "Tomara" (part. Davi Sabbag)            | 2020 | Pajubá Remix II               |
| "Bixa Preta Pt.2" (part. Jup do Bairro) | 2020 | Pajubá Remix II               |
| "Mate & Morra"                          | 2020 | Trava Línguas                 |
| "Quem Soul Eu?"                         | 2020 | Trava Línguas                 |
| "I Míssil"                              | 2021 | Trava Línguas                 |

#### Como artista convidada
| Título                                                                     | Ano  | Álbum                         |
| -------------------------------------------------------------------------- | ---- | ----------------------------- |
| "Close Certo" (DJ Boss in Drama part. Linn da Quebrada)                    | 2017 | Não adicionado à nenhum álbum |
| "Alavancô" (Karol Conká part. Gloria Groove e Linn da Quebrada)            | 2019 | Não adicionado à nenhum álbum |
| "All You Need is Love" (Jup do Bairro com Rico Dalasam e Linn da Quebrada) | 2020 | Corpo sem Juízo               |
| "Onça / Docilmente Selvagem" (As Baías e Linn da Quebrada)                 | 2020 | Drama Latino                  |

### Vídeos musicais
| Título                       | Ano  | Artista                 | Ref.   |
| ---------------------------- | ---- | ----------------------- | ------ |
| "Intimidade"                 | 2019 | Liniker e os Caramelows | [ 37 ] |
| "Onça / Docilmente Selvagem" | 2020 | As Baías                | [ 38 ] |

## Filmografia

### Filmes
| Ano  | Título               | Personagem | Notas        |
| ---- | -------------------- | ---------- | ------------ |
| 2017 | Meu Corpo é Político | Ela mesma  | Documentário |
| 2017 | Corpo Elétrico       | Pantera    |              |
| 2018 | Sequestro Relâmpago  | Marilda    |              |
| 2018 | Abrindo o Armário    | Ela mesma  | Documentário |
| 2019 | Bixa Travesty        | Ela mesma  | Documentário |
| 2022 | Vale Night           | DJ Pulga   |              |
| 2025 | Vitória              | Bibiana    |              |

### Televisão
| Ano           | Título             | Personagem                 | Notas        | Ref.   |
| ------------- | ------------------ | -------------------------- | ------------ | ------ |
| 2019          | Segunda Chamada    | Natasha Pereira dos Santos |              | [ 43 ] |
| 2019–2021     | TransMissão        | Apresentadora              |              | [ 44 ] |
| 2021–presente | Manhãs de Setembro | Pedrita                    |              | [ 45 ] |
| 2022          | Big Brother Brasil | Participante (9º lugar)    | Temporada 22 | [ 46 ] |
| 2023          | Dança dos Famosos  | Participante (15º lugar)   | Temporada 20 |        |
| 2023          | Cine Holliúdy      | Lili                       |              | [ 47 ] |

## Prêmios e indicações
| Ano  | Prêmio                                        | Categoria                                        | Indicação                                                                  | Resultado |
| ---- | --------------------------------------------- | ------------------------------------------------ | -------------------------------------------------------------------------- | --------- |
| 2017 | Prêmio SIM                                    | Novo Talento                                     | Pajubá                                                                     | Indicada  |
| 2017 | Prêmio Bravo! Prime de Cultura                | Destaque                                         | Pajubá                                                                     | Indicada  |
| 2018 | Festival de Brasília                          | Prêmio Saruê de Menção honrosa do Júri           | Bixa Travesty                                                              | Venceu    |
| 2018 | Festival de Brasília                          | Melhor Trilha Sonora                             | Bixa Travesty                                                              | Venceu    |
| 2018 | Festival Internacional de Cinema de Berlim    | Teddy Award de Melhor Documentário               | Bixa Travesty                                                              | Venceu    |
| 2018 | Festival Mix Milano                           | Menção Especial                                  | Bixa Travesty                                                              | Venceu    |
| 2018 | New York’s LGBTQ Film Festival                | Menção Especial                                  | Bixa Travesty                                                              | Venceu    |
| 2018 | Festival Internacional de Cinema de Toronto   | Inovação - Inside Out                            | Bixa Travesty                                                              | Venceu    |
| 2019 | Poc Awards                                    | Manda Video                                      | Bixa Travesty                                                              | Venceu    |
| 2019 | Prêmio Arcanjo de Cultura                     | Cinema                                           | Presença nos palcos e nas telas                                            | Venceu    |
| 2019 | Prêmio F5                                     | Atriz/Ator Revelação                             | Segunda Chamada                                                            | Indicada  |
| 2019 | Prêmio Orgulho                                | Atuação (voto do júri)                           | Segunda Chamada                                                            | Venceu    |
| 2020 | Prêmio Platino                                | Melhor Coadjuvante de Série                      | Segunda Chamada                                                            | Indicada  |
| 2020 | MTV Millennial Awards Brasil                  | Imagina Juntos                                   | Djamila Ribeiro e Linn da Quebrada                                         | Indicada  |
| 2020 | MTV Millennial Awards Brasil                  | Transforma MIAW                                  | "Todes Juntes"                                                             | Venceu    |
| 2020 | Prêmio ABRA de Roteiro                        | Melhor Roteiro de Longa-metragem de Documentário | Bixa Travesty                                                              | Venceu    |
| 2020 | Grande Prêmio do Cinema Brasileiro            | Melhor Trilha Sonora                             | Bixa Travesty                                                              | Indicada  |
| 2021 | Prêmio Arcanjo de Cultura                     | TV Streaming                                     | Manhãs de Setembro                                                         | Venceu    |
| 2021 | WME Awards                                    | Música Alternativa                               | "I Míssil"                                                                 | Indicada  |
| 2021 | Poc Awards                                    | Artista                                          | Linn da Quebrada                                                           | Indicada  |
| 2021 | Prêmio Biscoito                               | Ícone                                            | Linn da Quebrada                                                           | Indicada  |
| 2021 | Prêmio Biscoito                               | Hit                                              | "All You Need is Love" (Jup do Bairro com Rico Dalasam e Linn da Quebrada) | Indicada  |
| 2021 | Prêmio Biscoito                               | Feat                                             | "All You Need is Love" (Jup do Bairro com Rico Dalasam e Linn da Quebrada) | Indicada  |
| 2021 | Prêmio Biscoito                               | Look                                             | Look da Linn no MTV Miaw                                                   | Indicada  |
| 2022 | SEC Awards                                    | Estrela em Reality Show                          | Big Brother Brasil 22                                                      | Indicada  |
| 2022 | MTV Millennial Awards                         | Ícone MIAW                                       | Linn da Quebrada                                                           | Indicada  |
| 2022 | MTV Millennial Awards                         | Orgulho do Vale                                  | Linn da Quebrada                                                           | Indicada  |
| 2022 | Prêmio BreakTudo                              | Influenciador Social                             | Linn da Quebrada                                                           | Indicada  |
| 2022 | Prêmio Geração Glamour                        | Mulher do Ano                                    | Linn da Quebrada                                                           | Venceu    |
| 2022 | Prêmio Potências                              | Mulherão da porr@                                | Linn da Quebrada                                                           | Indicada  |
| 2022 | Festival Mix Brasil de Cultura da Diversidade | Prêmio Ícone Mix                                 | Linn da Quebrada                                                           | Venceu    |
| 2022 | Capricho Awards                               | Personalidade do Ano                             | Linn da Quebrada                                                           | Indicada  |
| 2022 | Prêmio Faz Diferença - O Globo                | Diversidade                                      | Linn da Quebrada                                                           | Venceu    |
| 2022 | Splash Awards                                 | Melhor Personagem de Reality                     | Big Brother Brasil 22                                                      | Indicada  |
| 2022 | Poc Awards                                    | Reality (voto popular)                           | Big Brother Brasil 22                                                      | Venceu    |
| 2023 | Festival Sesc Melhores Filmes                 | Melhor Atriz Nacional                            | Vale Night                                                                 | Indicada  |
| 2024 | Prêmio Biscoito                               | Resistência                                      | Linn da Quebrada                                                           | Indicada  |
| 2025 | Prêmio Grande Otelo do Cinema Brasileiro      | Melhor Atriz Coadjuvante de Longa-metragem       | Vitória                                                                    | Pendente  |